# Salacia juruana
Salacia juruana är en benvedsväxtart som beskrevs av Ludwig Eduard Theodor Loesener. Salacia juruana ingår i släktet Salacia och familjen Celastraceae. Inga underarter finns listade.